# Ctenopterella parvula
Ctenopterella parvula là một loài thực vật có mạch trong họ Polypodiaceae. Loài này được (Bory ex Willd.) Parris mô tả khoa học đầu tiên năm 2007.